# Kurt Alber
Kurt Alber (* 28. Mai 1908 in Ulm; † 30. Mai 1961 in Ravensburg) war ein deutscher Fotograf in der Zeit des Nationalsozialismus.

## Leben
Kurt Alber war eines von mehreren Kindern des Kaufmanns Josef Alber und der Berta Schlatter. Der im Zweiten Weltkrieg mit dem Ritterkreuz dekorierte Wehrmachtshauptmann Robert Alber (1906–1988) war ein Bruder. Als Schüler war er Mitglied der Jugendorganisationen der nationalistischen, „vaterländischen“ Vereinigungen Bund Wiking und Wehrwolf. Er machte eine Lehre als Augenoptiker, wurde aber in der Weltwirtschaftskrise 1930 arbeitslos und arbeitete danach im Gartenbau. 
Alber trat zum 1. April 1930 der NSDAP (Mitgliedsnummer 233.070) sowie im selben Monat der SA bei und galt damit später als „Alter Kämpfer“. Im Oktober 1930 trat er von der SA in die SS (Mitgliedsnummer 3.791) über und war fortan hauptberuflicher SS-Mann. Seine Kenntnisse als Fotograf setzte er ab 1935 als Referent für technische Hilfsmittel im Sicherheitsdienst des Reichsführers-SS im SD-Oberabschnitt Süd-West in Stuttgart ein. Alber und Gertrud Anna Löw heirateten 1936, nachdem sie sich den Großen Ariernachweis für SS-Angehörige beschafft hatten. Sie hatten zwei Kinder. Ende 1938 wurde er zum SD nach Berlin versetzt und wurde dort im Rang eines SS-Sturmbannführers zum Abteilungsleiter für das Fotolabor und die Zeichenstelle befördert. Ein anderer Abteilungsleiter war, wie Albers Enkel später anmerkten, Adolf Eichmann. Im September 1939 wurde unter Leitung von Reinhard Heydrich das Reichssicherheitshauptamt geschaffen, in dem Gestapo, Kriminalpolizei und SD zusammengefasst wurden. 
Alber wurde 1941 im Rang eines Unterscharführers in die SS-Kriegsberichterkompanie „Heimat“ der Waffen-SS aufgenommen (SS-KBK) und wurde im Russland-Feldzug eingesetzt. Ab Juni 1942 war er für ein Jahr Begleitfotograf des Reichsführers SS Heinrich Himmler und dabei in der Feldkommandostelle Hochwald stationiert. Danach war er Kriegsberichterstatter in der SS-Standarte Kurt Eggers und wurde 1944 im Rang eines Untersturmführers in der kämpfenden Truppe der Waffen-SS, zuletzt in Italien, eingesetzt. 
Ob Alber nach Kriegsende in Kriegsgefangenschaft und als SS-Angehöriger in den automatischen Arrest geriet, ist nicht bekannt. Während Frau und Kinder sich in Stuttgart in der Amerikanischen Besatzungszone aufhielten, kam Alber in der Französischen Besatzungszone als Laborant in der Papierfabrik Baienfurt unter. Im Unterschied zum Bruder Robert Alber, der von der Spruchkammer als Belasteter der Gruppe II eingestuft und bestraft wurde, entzog Alber sich der Entnazifizierung. Als in der Bundesrepublik der Druck auf die ehemaligen SS-Angehörigen nachließ, kam die Familie in Baienfurt wieder zusammen. 

## Tod
Zeit seines Lebens war Alber magenkrank und wurde wiederholt operiert, er starb im Ravensburger Krankenhaus am 30. Mai 1961.

## SS-Beförderungen

### Allgemeine-SS
- 9.11.1935 SS-Untersturmführer
- 9.11.1936 SS-Obersturmführer 
  - im Dezember 1936 und 1937 im SD-Hauptamt
- 20.4.1938 SS-Hauptsturmführer 
  - im Dezember 1938 und Juni 1939 im SD-Hauptamt
- 20.4.1939 SS-Sturmbannführer[2]
  - im Oktober 1944 im RSHA

### Waffen-SS
- 1941 SS-Unterscharführer der Waffen-SS
- 1944 SS-Untersturmführer der Waffen-SS

## Bildergalerie

Fotografien von Kurt Alber
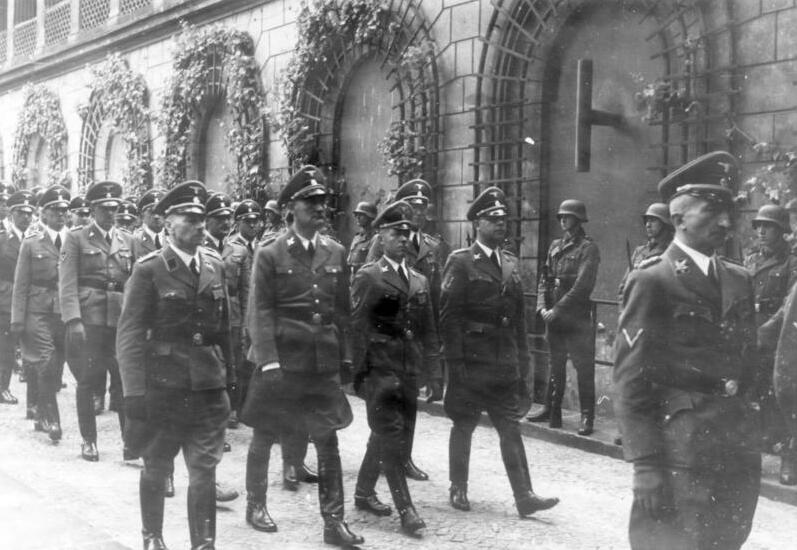
Beisetzung Reinhard Heydrich (1942)
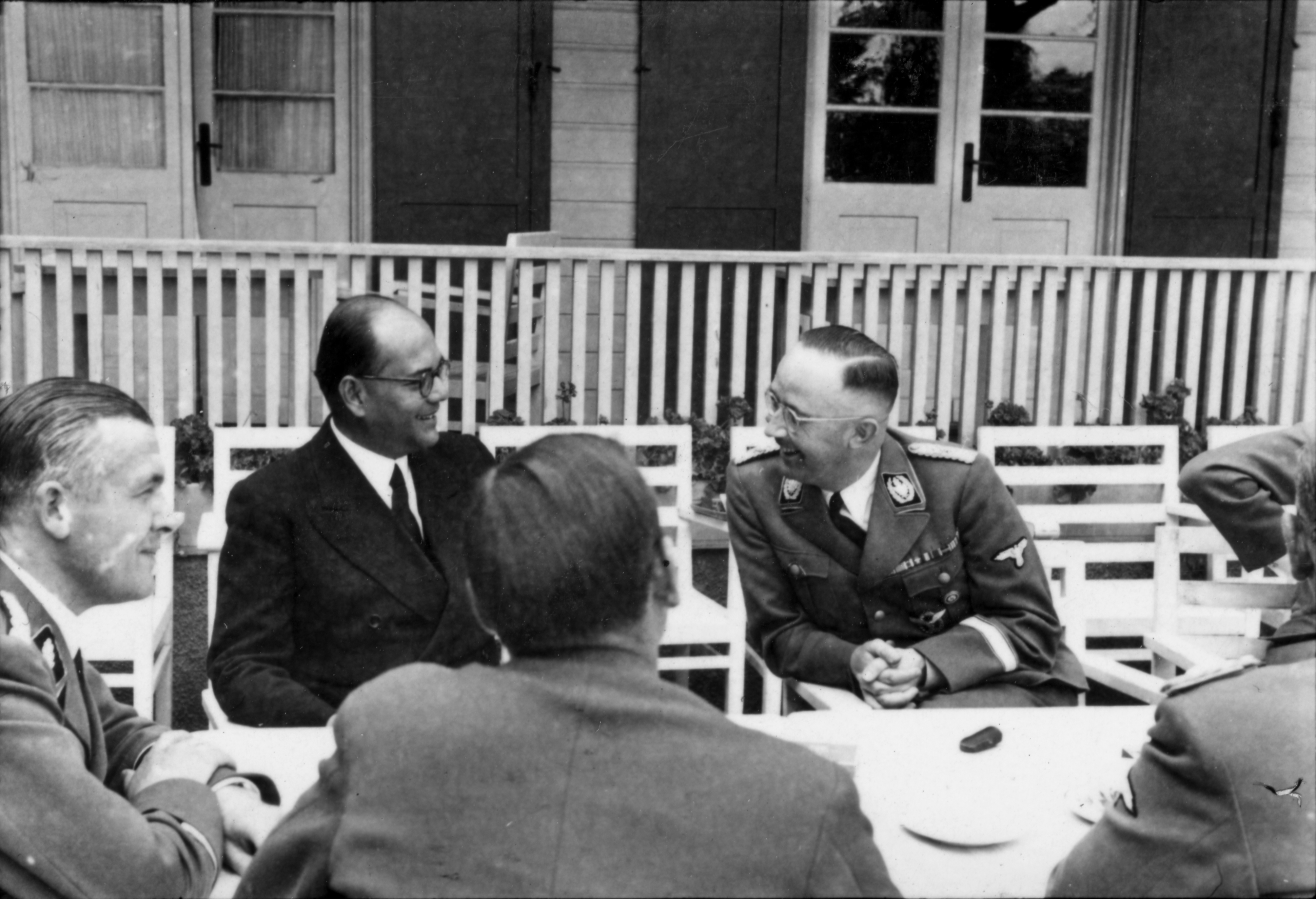
Subhas Chandra Bose bei Heinrich Himmler (1942)
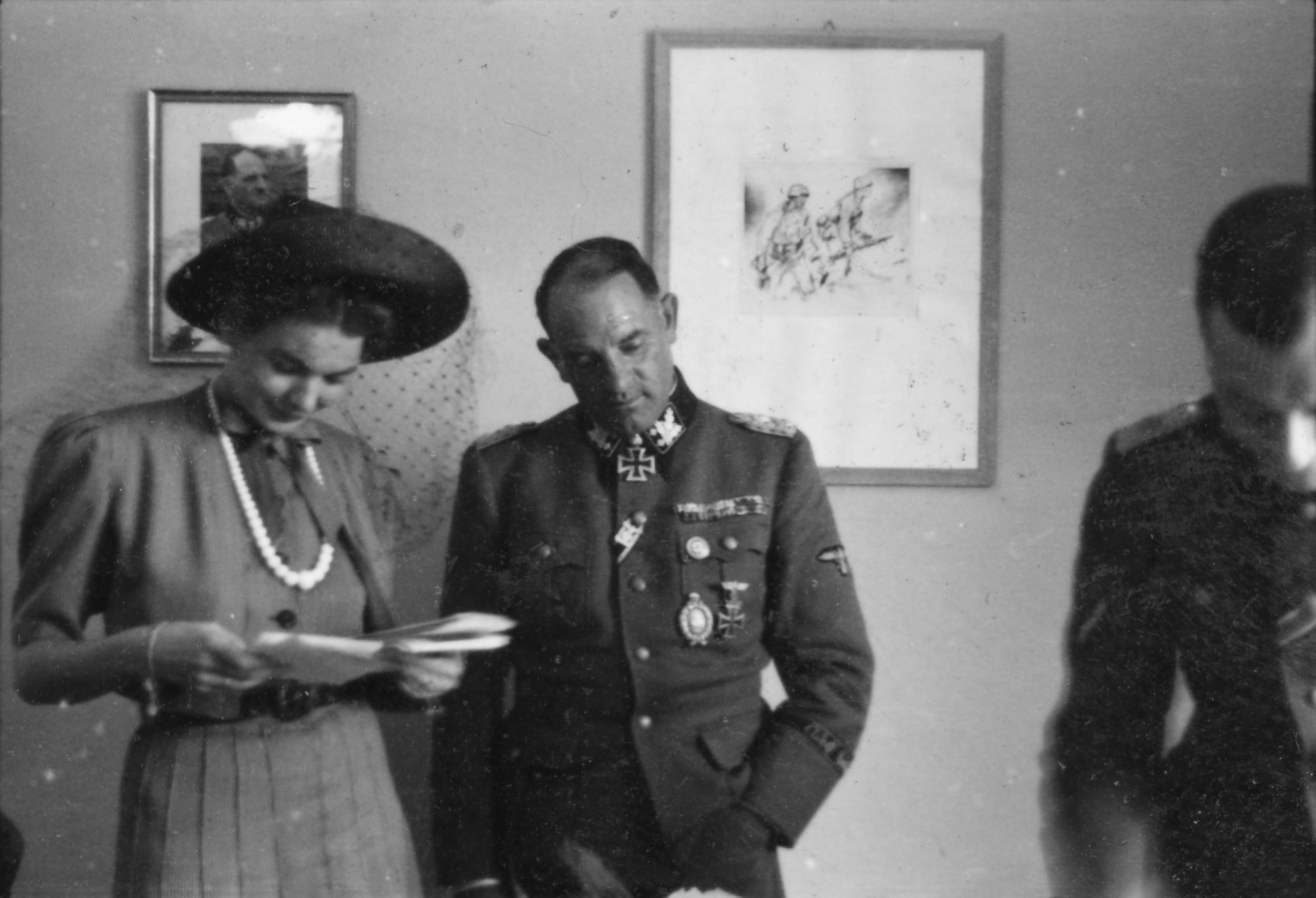
Sepp Dietrich mit seiner zweiten Ehefrau Ursula, geborene Moninger (1942)
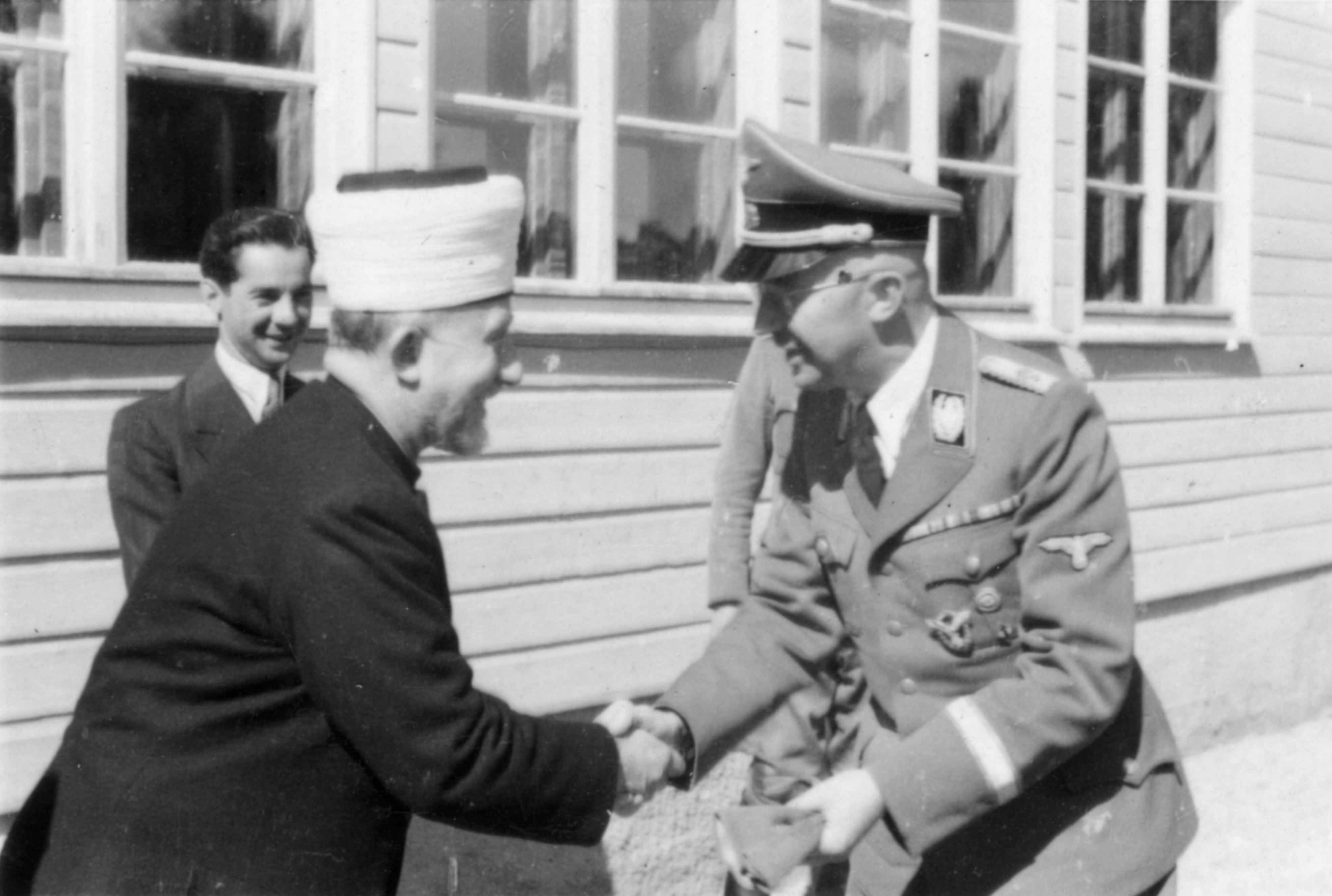
Großmufti Mohammed Amin al-Husseini bei Heinrich Himmler (1943)
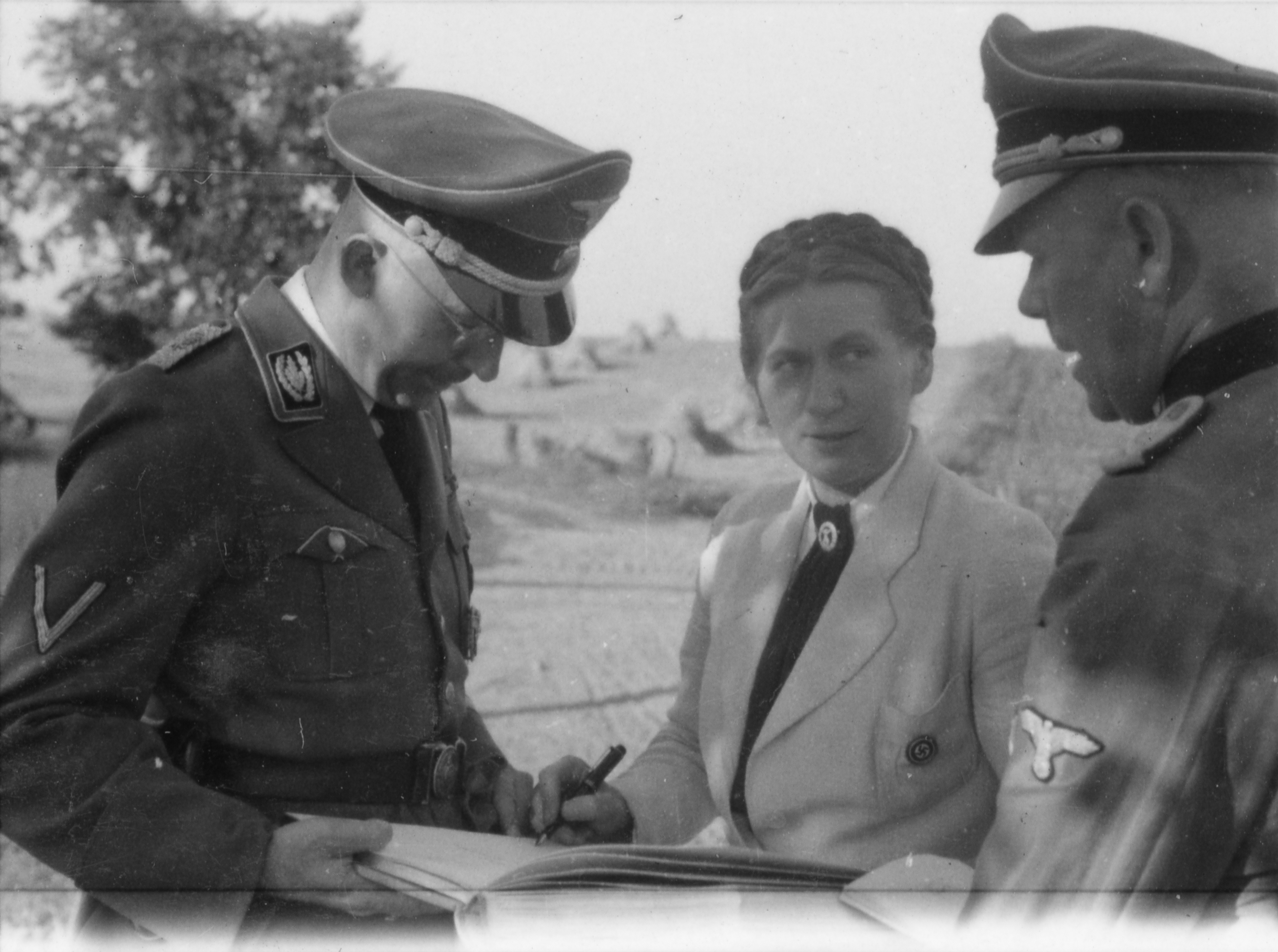
Gertrud Scholtz-Klink bei Heinrich Himmler (1943)